# Touffreville-la-Corbeline
Touffreville-la-Corbeline is een gemeente in het Franse departement Seine-Maritime (regio Normandië) en telt 804 inwoners (1999). De plaats maakt deel uit van het arrondissement Rouen.

## Geografie
De oppervlakte van Touffreville-la-Corbeline bedraagt 12,5 km², de bevolkingsdichtheid is 64,3 inwoners per km².
De onderstaande kaart toont de ligging van Touffreville-la-Corbeline met de belangrijkste infrastructuur en aangrenzende gemeenten.

## Demografie
Onderstaande figuur toont het verloop van het inwonertal (bron: INSEE-tellingen).